# Polícia municipal (Portugal)

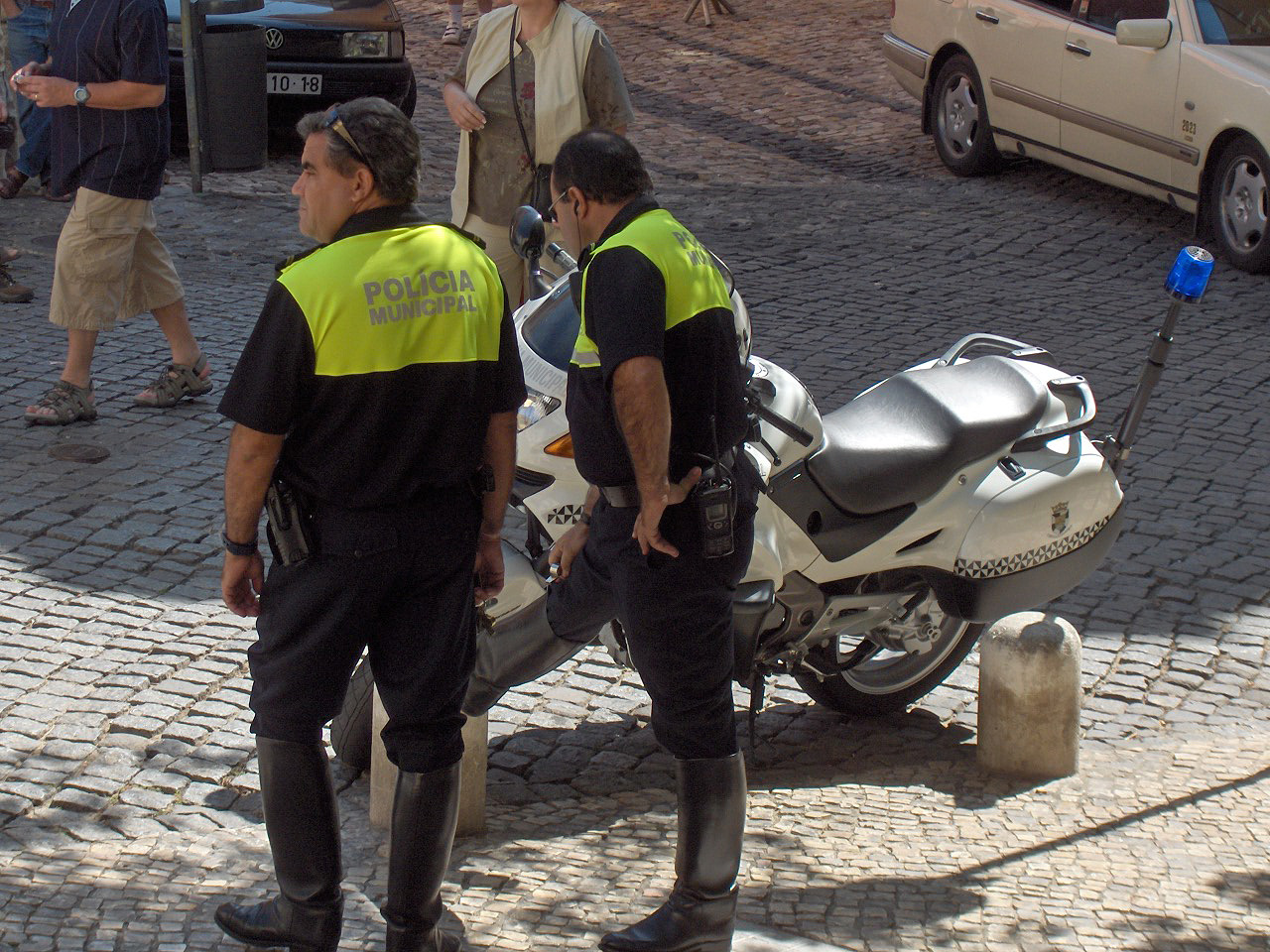
Agentes da Polícia Municipal de Lisboa

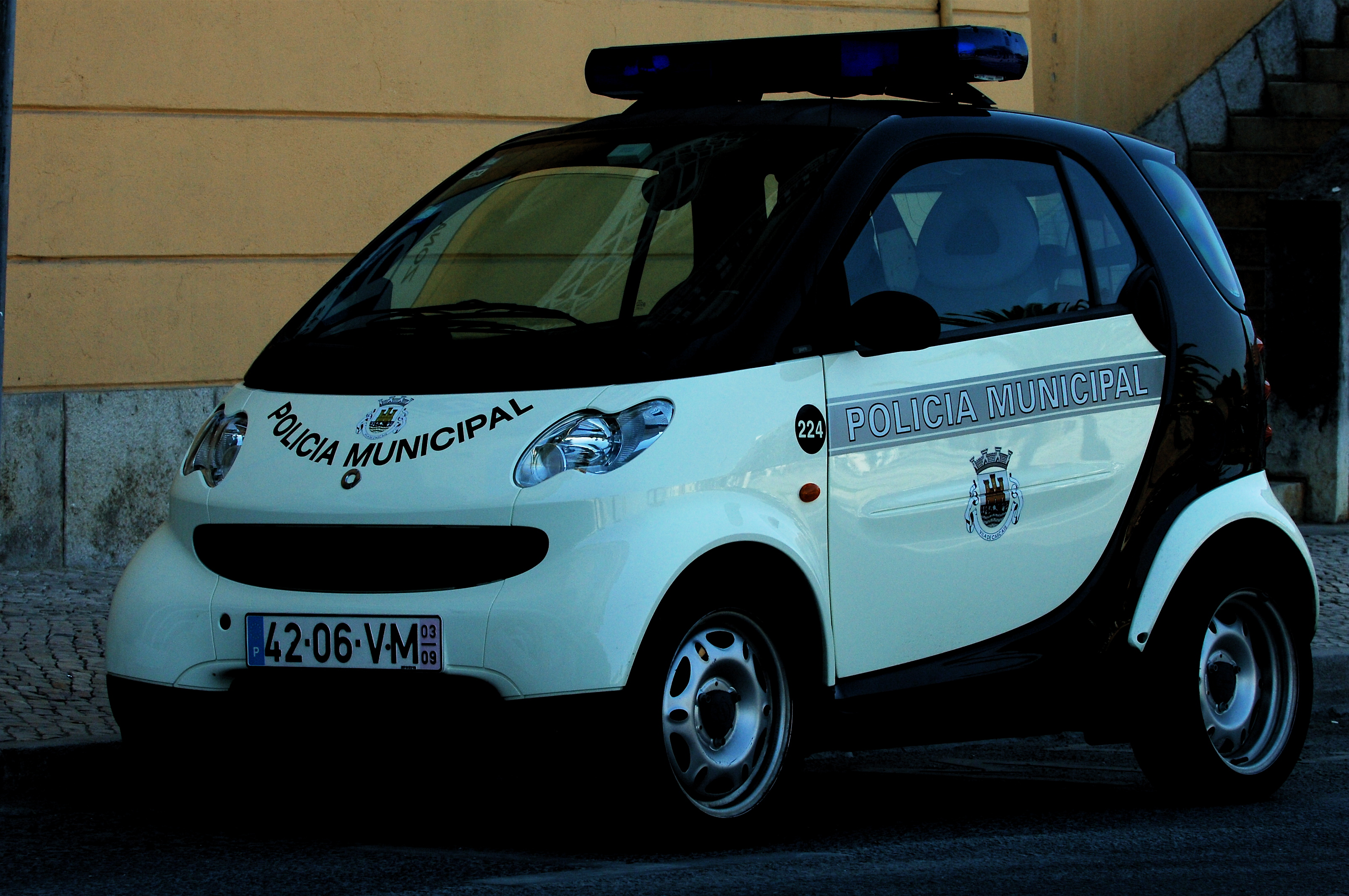
Veículo da Polícia Municipal de Cascais

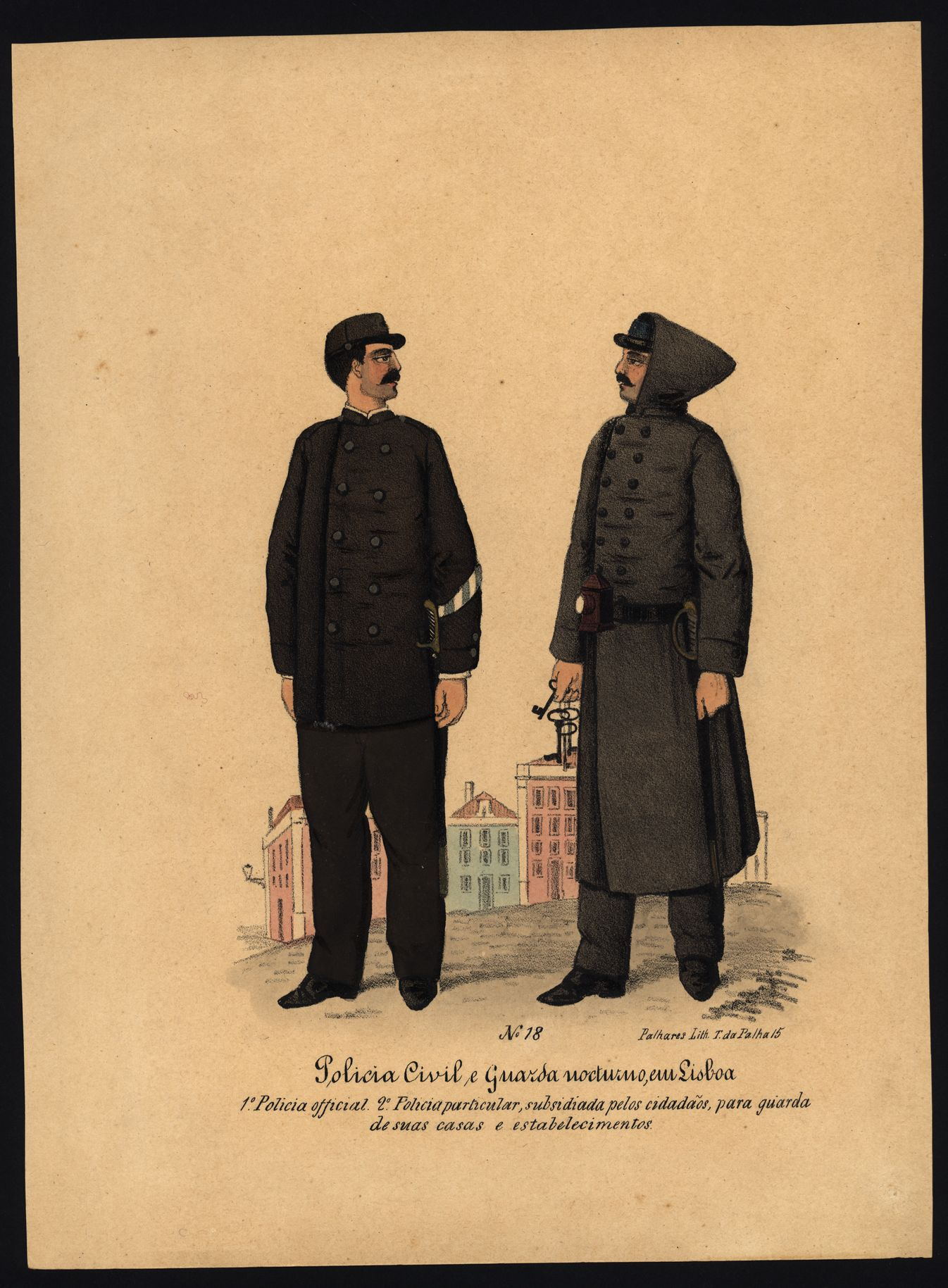
Polícia municipal de Lisboa, no séc. XIX

Guarda Municipal (Portugal) era a antiga denominação, no Reino de Portugal, da actual Guarda Nacional Republicana de Portugal.
Em Portugal, as polícias municipais ou guardas municipais são departamentos especiais das câmaras municipais encarregados da fiscalização do cumprimento dos regulamentos municipais e de outras normas legais de interesse local.
As Polícias Municipais portuguesas são serviços municipais especialmente vocacionados para o exercício de funções de polícia administrativa com as seguintes principais competências: 
- Fiscalização do cumprimento das normas de âmbito nacional ou regional cuja competência de aplicação ou de fiscalização caiba ao município;
- Aplicação efectiva das decisões das autoridades municipais;
- Vigilância de espaços públicos ou abertos ao público, designadamente de áreas circundantes de escolas, em coordenação com as forças de segurança;
- Vigilância nos transportes urbanos locais, em coordenação com as forças de segurança;
- Intervenção em programas destinados à acção das polícias junto das escolas ou de grupos específicos de cidadãos;
- Guarda de edifícios e equipamentos públicos municipais, ou outros temporariamente à sua responsabilidade;
- Regulação e fiscalização do trânsito rodoviário e pedonal na área de jurisdição municipal.
- Os órgãos de polícia municipal têm competência para o levantamento de auto ou o desenvolvimento de inquérito por ilícito de mera ordenação social, de transgressão ou criminal por factos estritamente conexos com violação de lei ou recusa da prática de acto legalmente devido no âmbito das relações administrativas;
- Quando, por efeito do exercício dos seus poderes de autoridade, os órgãos de polícia municipal directamente verifiquem o cometimento de qualquer crime podem proceder à identificação e revista dos suspeitos no local do cometimento do ilícito, bem como à sua imediata condução à autoridade judiciária ou ao órgão de polícia criminal competente.
- Sem prejuízo do disposto nos números anteriores, é vedado às polícias municipais o exercício de competências próprias dos órgãos de polícia criminal.

## Missão
As polícias municipais têm como missão a fiscalização nas áreas de:
- As polícias municipais cooperam na manutenção da tranquilidade pública e na protecção das comunidades locais, conforme o n.°3 do artigo 237 da Constituição da República Portuguesa.
- Urbanismo e construção;
- Estabelecimentos de hotelaria;
- Comércio e abastecimentos;
- Mobiliário urbano, ocupação e publicidade nos espaços públicos;
- Saúde pública;
- Trânsito rodoviário e pedonal.

Além disso exercem as seguintes funções de protecção e segurança:
- Defesa da natureza e do ambiente;
- Policiamento de parques e jardins municipais;
- Segurança de instalações municipais;
- Despejo de instalações municipais ocupadas abusivamente;
- Diligências processuais.

As Polícias Municipais de Lisboa e Porto, além destas missões ainda desempenham as funções de segurança pública e de fiscalização da actividade de guarda-nocturno.

## Polícias municipais em Portugal
Lista de Polícias municipais de Portugal:
- Polícia Municipal de Albufeira
- Polícia Municipal da Amadora
- Polícia Municipal de Aveiro
- Polícia Municipal de Braga
- Polícia Municipal de Cabeceiras de Basto
- Policia Municipal de Cascais
- Polícia Municipal de Coimbra
- Polícia Municipal de Fafe
- Polícia Municipal de Felgueiras
- Polícia Municipal de Gondomar
- Polícia Municipal de Guimarães
- Polícia Municipal de Lagos
- Polícia Municipal de Lisboa
- Polícia Municipal de Loures
- Polícia Municipal de Lousada
- Polícia Municipal de Mafra
- Polícia Municipal da Maia
- Polícia Municipal de Marco de Canaveses
- Polícia Municipal de Matosinhos
- Polícia Municipal de Oeiras
- Polícia Municipal de Olhão
- Polícia Municipal de Paços De Ferreira
- Polícia Municipal de Paredes
- Polícia Municipal de Ponta Delgada
- Polícia Municipal de Penafiel
- Polícia Municipal do Porto
- Polícia Municipal da Póvoa de Varzim
- Polícia Municipal de Santo Tirso
- Polícia Municipal de Sintra
- Polícia Municipal da Trofa
- Polícia Municipal de Valongo
- Policia Municipal de Vieira do Minho
- Polícia Municipal de Vila do Conde
- Polícia Municipal de Vila Nova de Famalicão
- Polícia Municipal de Vila Nova de Gaia
- Polícia Municipal de Vila Nova de Poiares
- Polícia Municipal de Viseu

## Ligações Externas
- Sindicato Nacional de Polícias Municipais